# The Castle Spectre
The Castle Spectre – jest to dramatyczny romans w pięciu aktach autorstwa Matthew "Monka" Lewisa. Tłem dla tego dramatu gotyckiego jest średniowieczne Conway w Walii. 
The Castle Spectre został po raz pierwszy wystawiony w teatrze Theatre Royal, Drury Lane 14 grudnia 1797 roku. W okresie kiedy zaledwie kilka sztuk osiągało 10 wystawień w sezonie, dramat znalazł się na scenie 47 razy jeszcze przed upływem czerwca, gdy teatr był zamknięty na czas letni. Sztuka była także często wystawiana w roku następnym i pozostawała w repertuarze do późnych lat 20 i była wznawiana aż do końca stulecia. Krążyła także po prowincjonalnych teatrach i miała 11 drukowanych edycji od 1798 do 1803 roku.
Dalszy dowód na nadzwyczajną popularność to fakt, iż sztuka dotarła za ocean i miała inaugurację w Nowym Jorku 1 czerwca 1798 roku. Została także przekształcona w romans pisany prozą przez Sarah Wilkinson.